# Ceronda (torrente)
Il Ceronda (Sonder o S-ronda in piemontese) è un torrente del Piemonte, affluente alla destra idrografica della Stura di Lanzo. Il suo corso si sviluppa interamente nel territorio della città metropolitana di Torino. L'intero bacino del Ceronda ha un perimetro di 55 km. Una derivazione del torrente nota come canale Ceronda ha avuto una notevole importanza nell'industrializzazione dell'area nord di Torino.

## Percorso
Nasce dalla confluenza di tre rami torrentizi (il Rio dell'Adrit, il Rio Druina e il Rio Mortlera) nei pressi dell'ex poligono di tiro di Varisella. Il principale dei tre, il Rio dell'Adrit, ha la propria sorgente poco sotto il Monte Colombano, a circa 1350 m di quota. La parte montana del suo bacino è disposta in direzione sudovest-nordest; il torrente compie poi un ampio giro attorno al Monte Bernard e, uscito nella pianura, cambia completamente direzione assumendo un andamento generale nord-sud.
Lungo il suo corso, di circa 22 km, riceve da sinistra il rio Tronta, che drena le acque delle montagne ad ovest di Vallo Torinese, e da destra il proprio principale tributario, il Casternone, che si getta nel Ceronda poco a nord di Druento.
Dopo essere entrato per pochi km nella parte storica del Parco naturale La Mandria ed averne poi segnato il confine meridionale, il Ceronda sfocia all'altezza di Venaria Reale nella Stura di Lanzo ad una quota di 247 m. Lo storico accesso al parco della Regia Mandria al termine del viale Carlo Emanuele II, che corre parallelo al parco della Reggia di Venaria, è proprio un ponte sul Ceronda, denominato Ponte Verde, costruito in muratura (pietre e mattoni) e anch'esso danneggiato dalla piena eccezionale del Ceronda durante la grande alluvione del Piemonte del 6-7 novembre 1994 (crollo dei parapetti). Durante quell'evento ci fu anche il crollo di un palazzo nei pressi del ponte di via Cavallo, evacuato per tempo.

### Comuni attraversati

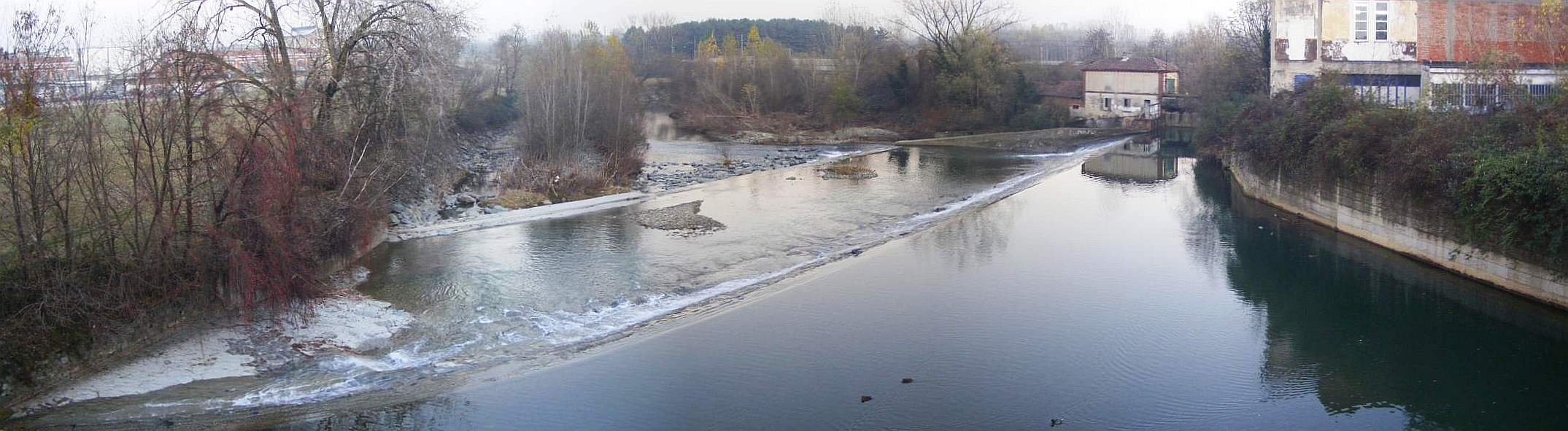
Lo sbarramento di Venaria; in fondo la presa del canale Ceronda

- Varisella,
- Fiano,
- La Cassa,
- Druento,
- Venaria Reale.

## Il canale Ceronda

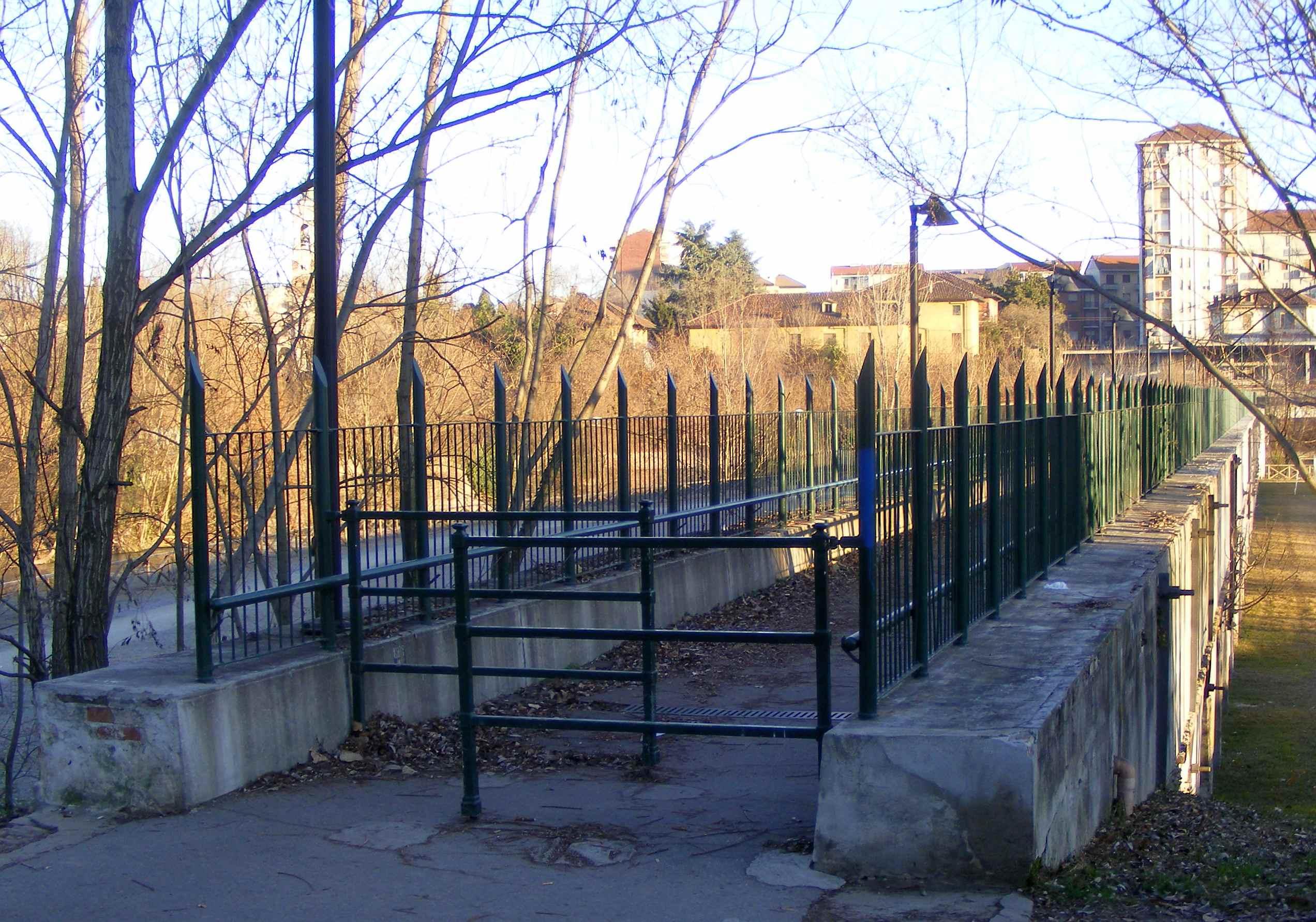
La passerella ciclopedonale, sotto la quale scorreva il ramo destro del canale Ceronda. Foto del 2011

A partire dal 1868, per iniziativa dell'allora sindaco di Torino Giovanni Filippo Galvagno, parte delle acque del Ceronda vennero captate dal Canale Ceronda per essere distribuite a varie industrie presenti nell'area nord della città.
Il canale, tuttora esistente, si origina in destra idrografica del torrente da una traversa realizzata a Venaria Reale. Raggiunto il quartiere di Lucento, il canale viene diviso in due rami da un partitore, tuttora visibile a fianco di via Pianezza. Il ramo sinistro prosegue in sinistra idrografica della Dora Riparia, correndo nei pressi di corso Mortara e Lungo Dora Firenze, e confluisce nel canale Regio Parco, il quale a sua volta si scarica nella Dora. Il ramo destro fu invece ultimato nel 1873: dopo aver superato con un ponte canale la Dora Riparia, questa diramazione proseguiva correndo parallela agli attuali corso Regina Margherita e via San Donato, per andare poi a scaricarsi nel Po in fondo a via degli Artisti.
Le acque dal ramo sinistro vengono ancora utilizzate in funzione antincendio e per il lavaggio della rete fognaria, mentre nella seconda metà del XX secolo il loro uso industriale ed energetico è stato progressivamente abbandonato. Il ramo destro non è invece più alimentato dalle acque del torrente e il ponte-canale che attraversa la Dora è stato recuperato come pista ciclabile nell'ambito del Parco fluviale della Dora.
Il canale Ceronda diede il nome alla Borgata Ceronda, un'area cittadina sorta tra il 1875 e il 1915 in posizione intermedia tra i quartieri di Lucento, Madonna di Campagna e San Donato.

## Principali affluenti

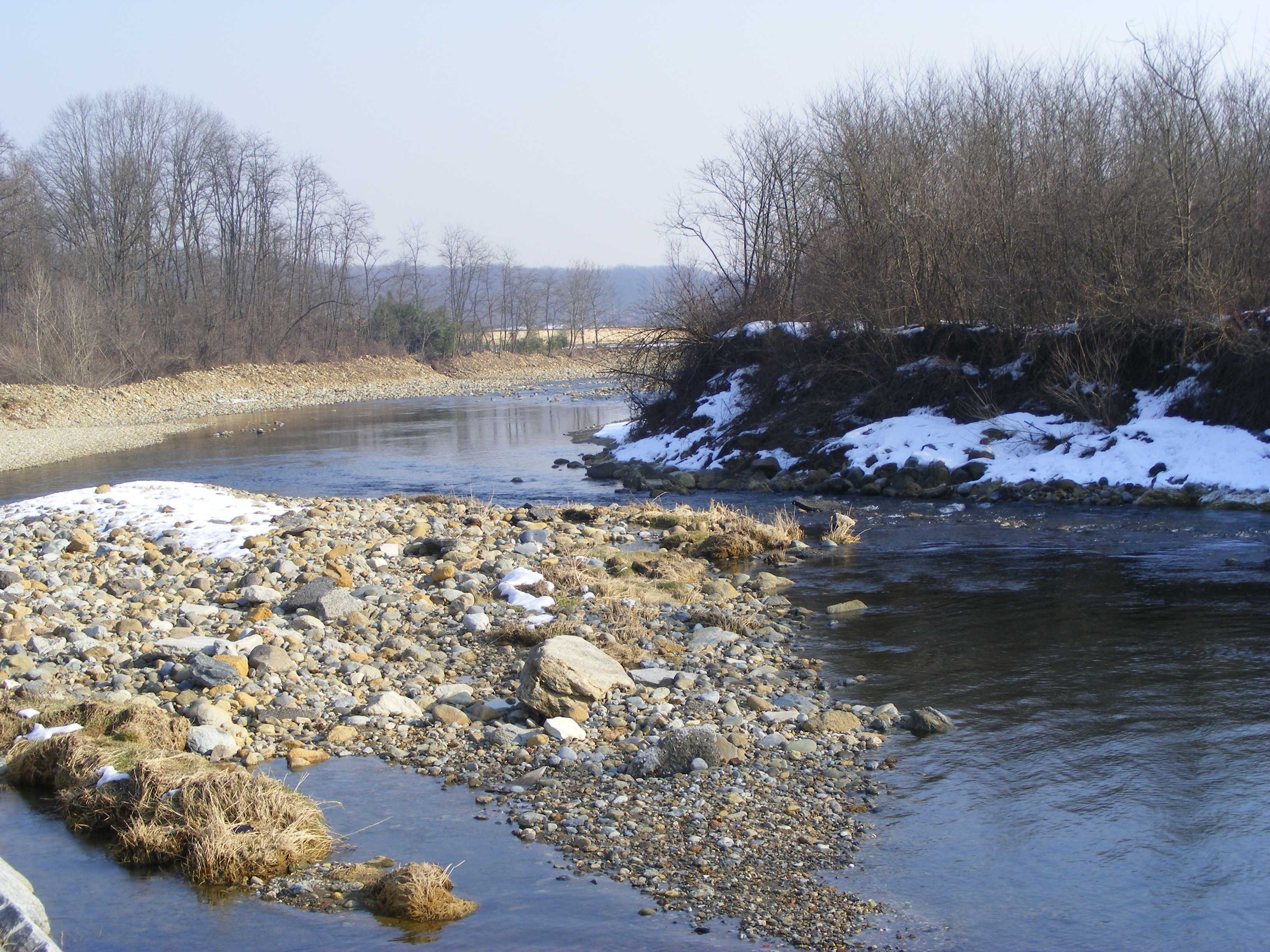
La confluenza del Casternone

- Rio Tronta: nasce a circa 1.300 m sulle pendici del Monte Druina, in comune di Vallo Torinese, e termina nel Ceronda nei pressi di Fiano in sinistra idrografica.[3]
- Torrente Casternone: nasce in comune di Val della Torre e sfocia nel Ceronda a Druento in destra idrografica.

## Regime

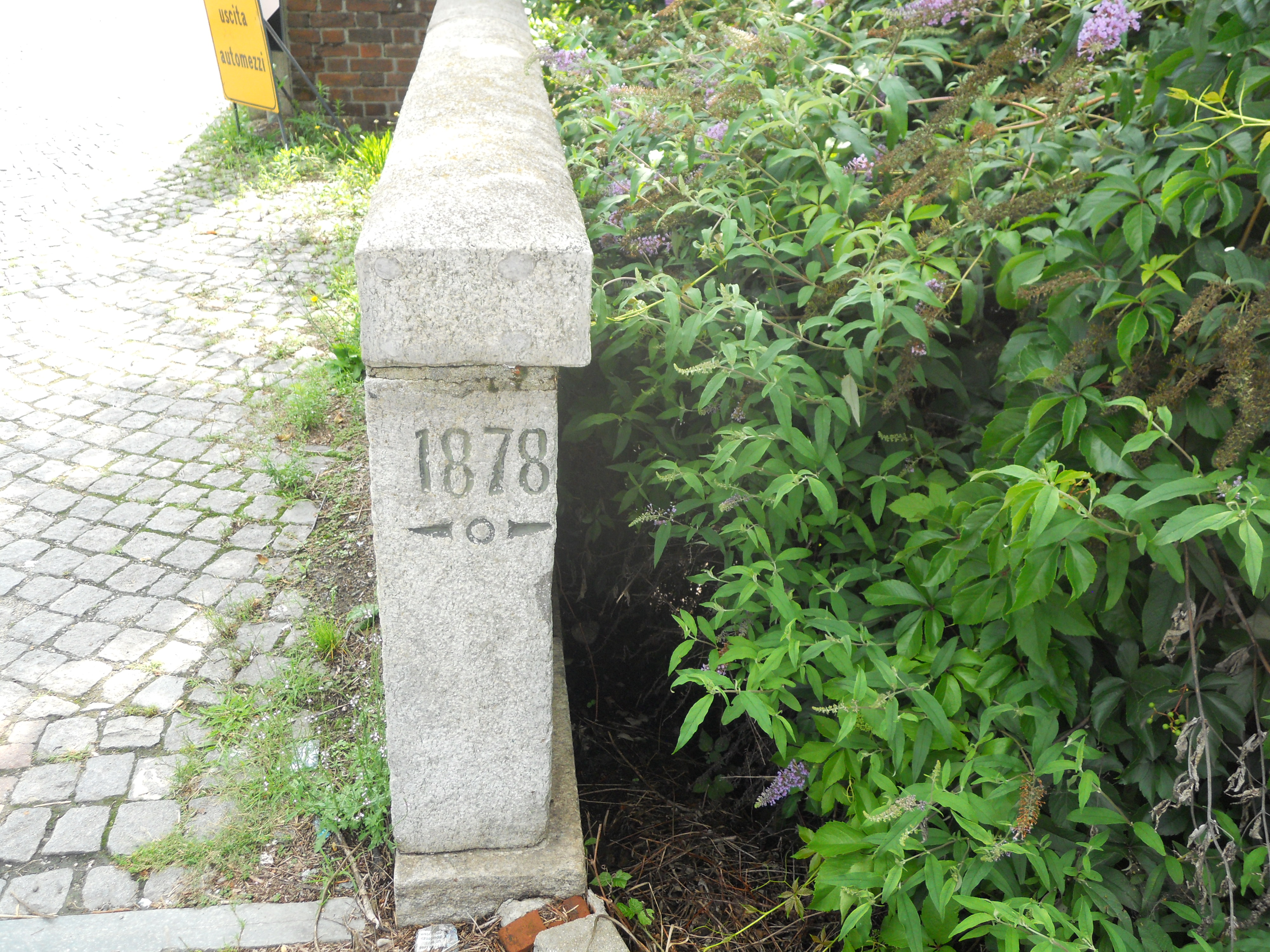
Segnale della piena del 1878 sul ponte di via Amedeo di Savoia a Venaria

Nonostante la classificazione come torrente e la variabilità di portata, di solito non va in secca, sia perché viene alimentato in modo significativo dalla falda acquifera sotterranea, sia perché riceve il contributo di vari canali di irrigazione che prelevano acqua dalla Dora Riparia.
Le piene del torrente hanno causato danni anche notevoli nel corso degli eventi alluvionali che hanno coinvolto il Piemonte, in particolare nella zona della confluenza con la Stura di Lanzo.

## Stato ambientale
Lo stato ambientale delle acque del torrente è stato classificato al 2008 come "BUONO" dalla Regione Piemonte.

## Pesca

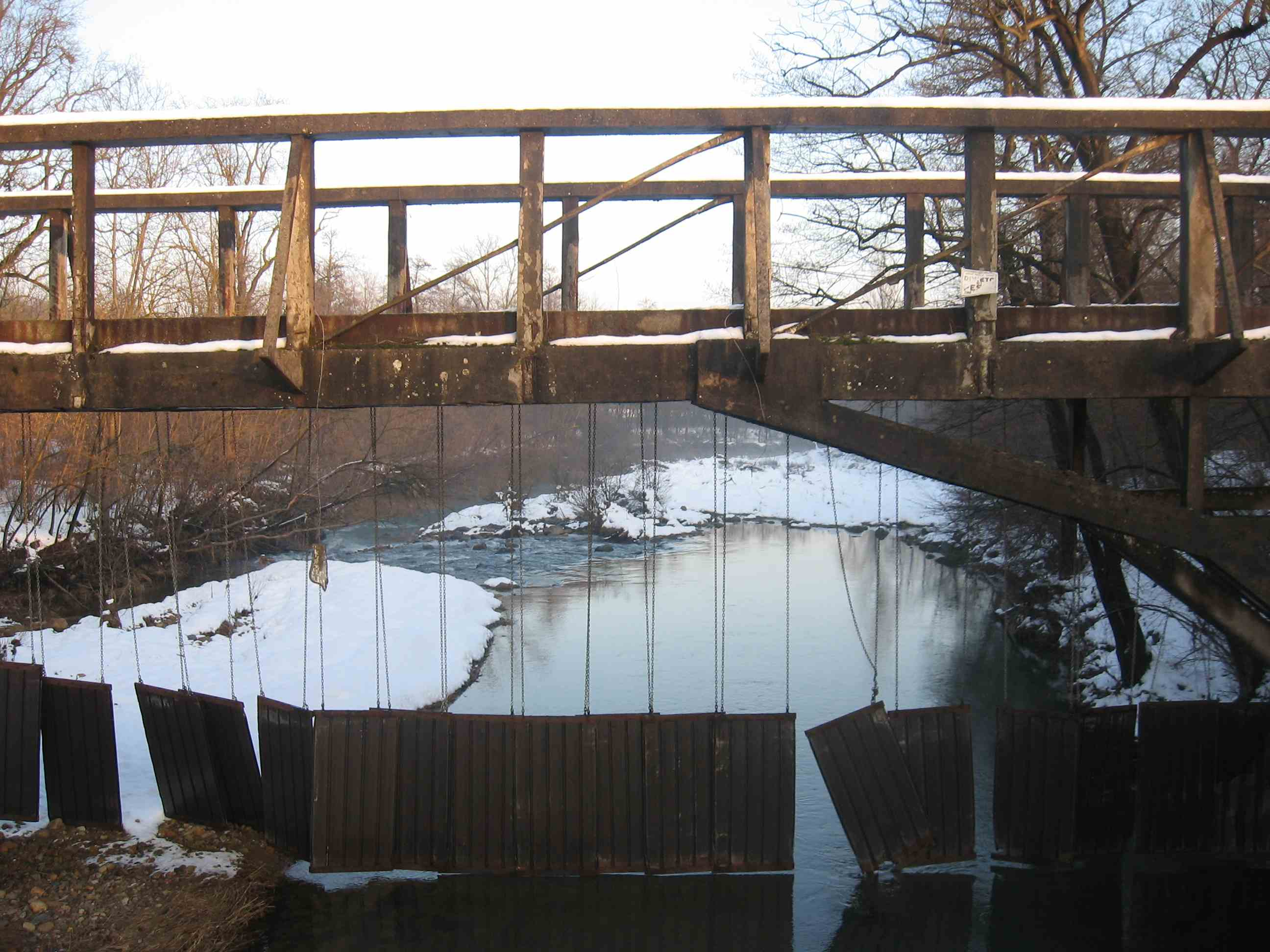
Il Ceronda al suo ingresso nel parco della Mandria

Le acque di buona qualità del Ceronda permettono la pratica della pesca sportiva (necessaria la licenza di tipo B2). Nel suo tratto a monte possono essere catturati vaironi, alborelle e trote, mentre più a valle sono presenti anche cavedani, barbi e lasche.
Il luccio, che era pressoché scomparso dal torrente forse a causa della costruzione di sbarramenti e delle alluvioni che si sono succedute verso al fine del XX secolo, viene nuovamente segnalato a partire dal 2006 nel tratto del corso d'acqua compreso nel parco della Mandria.